# 托米林冰川
69°30′S 159°0′E / 69.500°S 159.000°E
托米林冰川（英語：Tomilin Glacier）是南極洲的冰川，全長28公里，終點在古德曼山和金賽角以東，該冰川在1947年由美國海軍拍攝空中照片，以蘇聯的極地飛行員命名。